# Koloseum

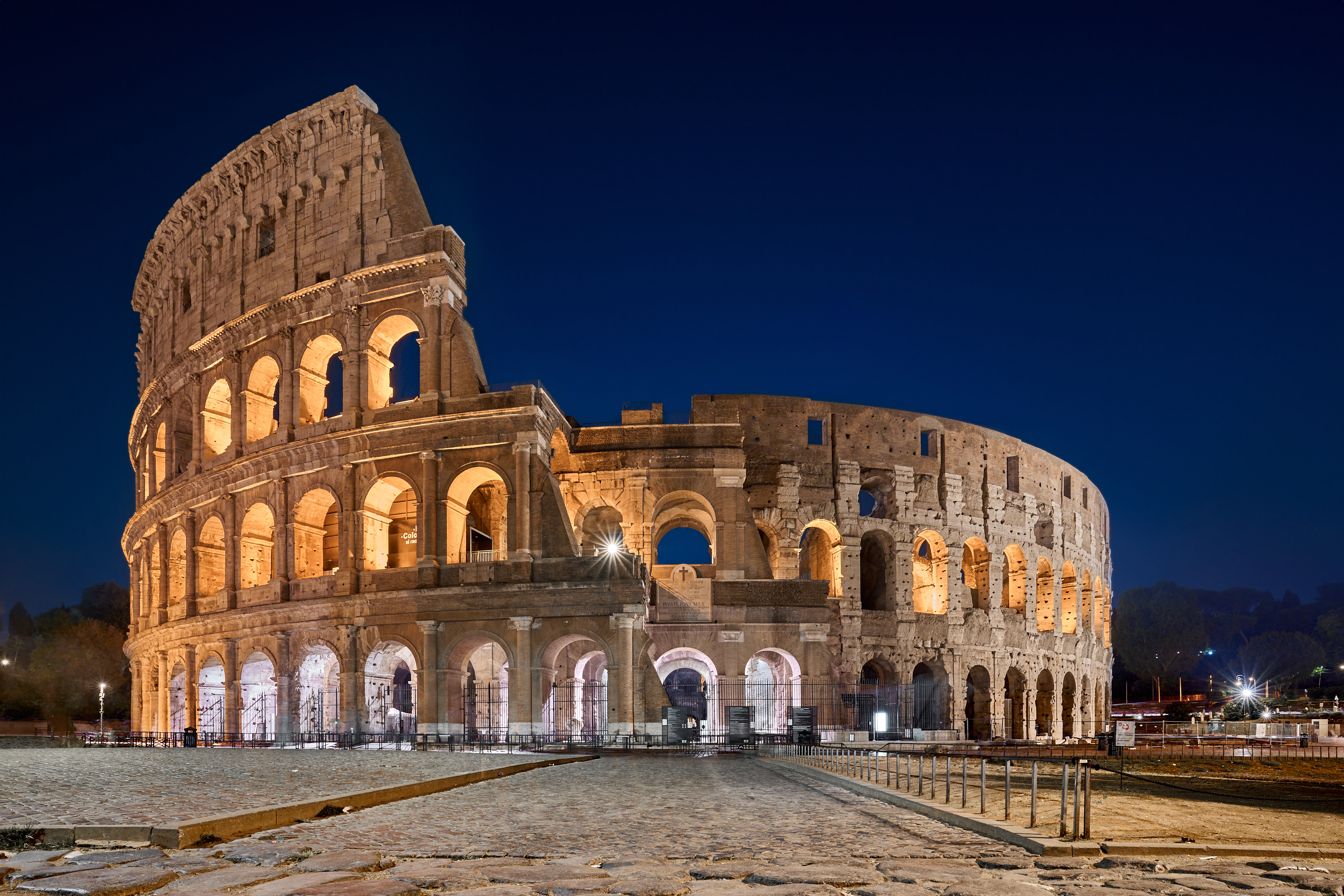
Nejzachovalejší část Kolosea (stav 2024)

Koloseum nebo Římské koloseum, původně Flaviovský amfiteátr (latinsky: Amphitheatrum Flavium, italsky: Anfiteatro Flavio nebo Colosseo), je oválný amfiteátr v centru města Říma v Itálii. Jde o největší amfiteátr, který byl kdy v římské říši postaven. Je to jedno z velkých děl římské architektury.
Nachází se východně od Fora Romana. Jeho stavba začala mezi lety 70 a 72 n. l. za římského císaře Vespasiana a byla dokončena v roce 80 n. l. za císaře Tita. Za vlády Domitiana (81–96) byly provedeny některé další úpravy. Jméno Amphitheatrum Flavium je odvozeno od Vespasianova a Titova rodového jména Flavius (tzv. gentilicia).
Původně bylo schopno pojmout 50 000 sedících diváků a bylo užíváno ke gladiátorským zápasům a veřejným podívaným. Vedle gladiátorských her se zde pořádaly i naumachie (stylizované námořní bitvy), zápasy s divou zvěří, popravy, rekonstrukce známých bitev a dramata založená na klasické mytologii. V raném středověku přestala budova sloužit k zábavě. Později byla využívána k obývání, sněmování, jako pevnost, kamenolom a křesťanská svatyně.
Ačkoliv periodicky se opakující zemětřesení a zloději kamenů z něj učinili zříceninu, dnes se stavba stala skutečným symbolem císařského Říma. Je jednou z nejpopulárnějších turistických atrakcí a stále má úzké vazby k římskokatolické církvi, protože papež zde každý Velký pátek vede křížovou cestu.
Koloseum je také znázorněno na italské verzi pěticentové mince.

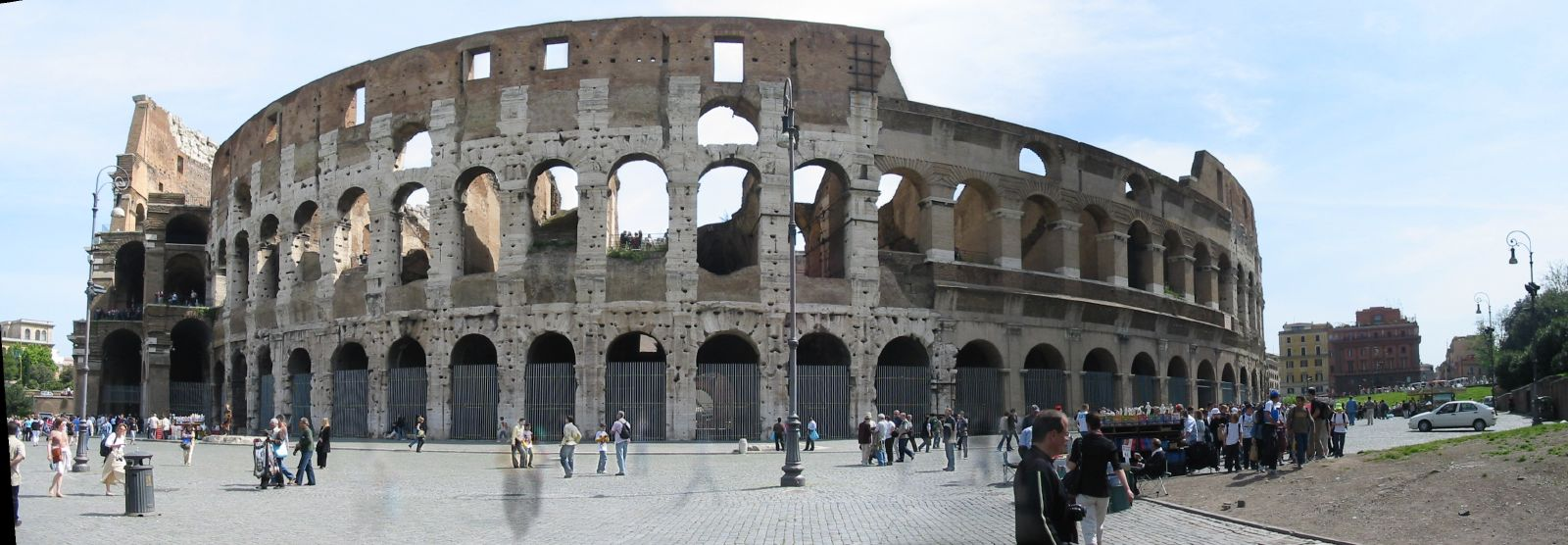
Panoramatický pohled

## Jméno

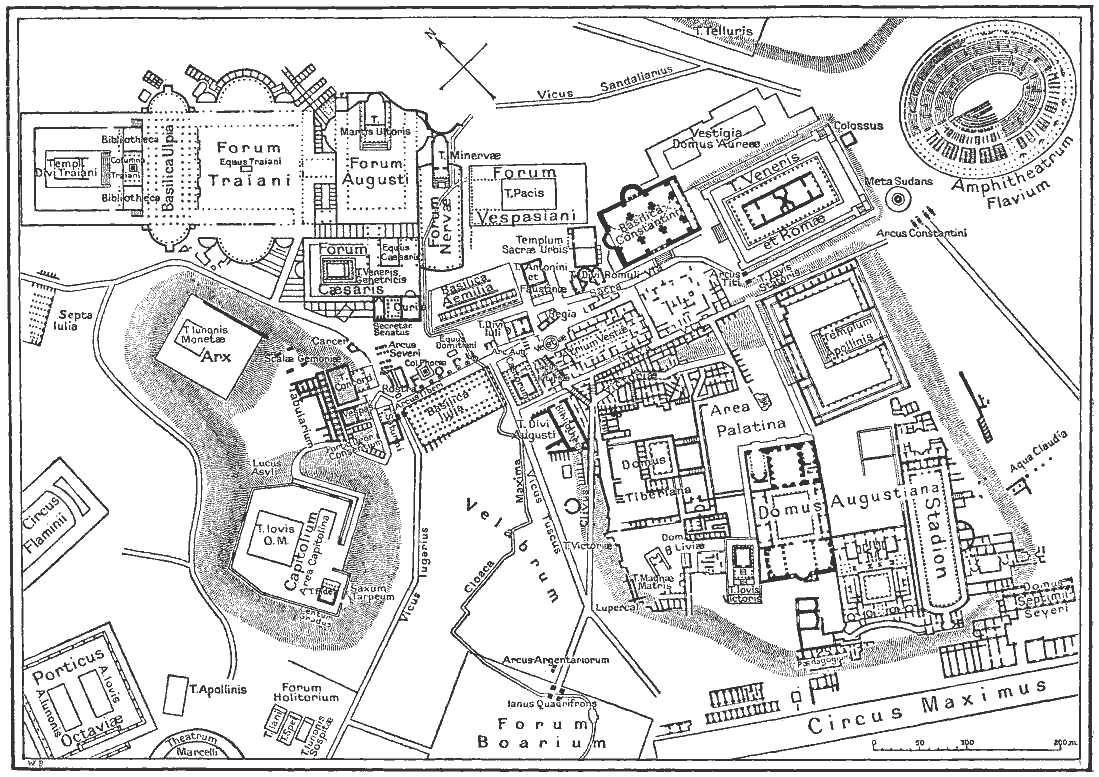
Mapa starověkého Říma, Koloseum se nachází v pravém horním rohu

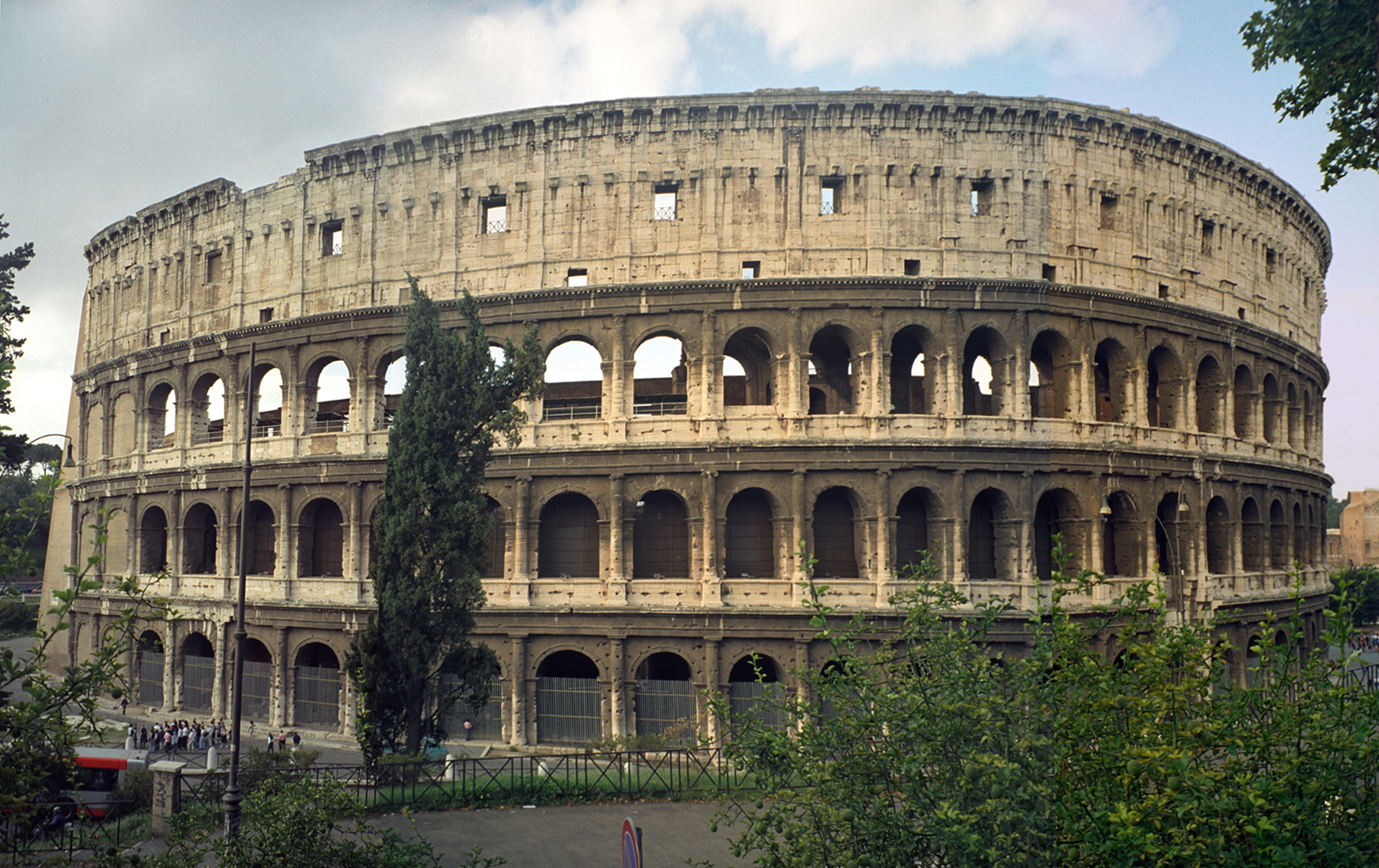
Pohled na Koloseum (2013)

Jeho původní latinské jméno bylo Amphitheatrum Flavium, často počešťováno jako Flaviovský amfiteátr (podle císařů flaviovské dynastie, kteří ho postavili). I když je toto jméno často užíváno ve vědecké literatuře, všeobecně je spíše neznámé. Ve starověku Římané Koloseu neoficiálně říkali Amphitheatrum Caesareum (Císařský amfiteátr), tento název by však mohlo nést více objektů a název Amphitheatrum Flavium rovněž – Vespasianus a Titus, stavitelé Kolosea, postavili také amfiteátr stejného jména v Puteoli (moderní Pozzuoli).
Historikové usuzují, že jméno Koloseum pochází od kolosální Neronovy sochy, která stála hned vedle. Později byla tato socha Neronovými nástupci upravena do podoby boha Helia (Sol) nebo Apollóna, boha slunce, přidáním nezbytné sluneční koruny. Několikrát byla původní hlava nahrazena hlavami dalších císařů. I přes rozličné katastrofy zůstala socha stát až do středověku a byla jí přisuzována zázračná moc. Byla vnímána jako symbol věčnosti Říma.
V 8. století napsal Beda Ctihodný (asi 672–735) známý epigram oslavující symbolický význam sochy: Quandiu stabit coliseus, stabit et Roma; quando cadit coliseus, cadet et Roma; quando cadet Roma, cadet et mundus („dokud stojí Kolos, stojí Řím; padne-li Kolos, padne i Řím; padne-li Řím, padne svět“). To bývá mylně chápáno, a tak se často mluví o Koloseu, nikoli o Kolosu (jako např. v Byronově poemu Childe Haroldova pouť). Nicméně v době, kdy psal Beda, byl termín coliseus užíván spíše v souvislosti se sochou než s tím, co bylo stále známo jako Flaviovský amfiteátr.

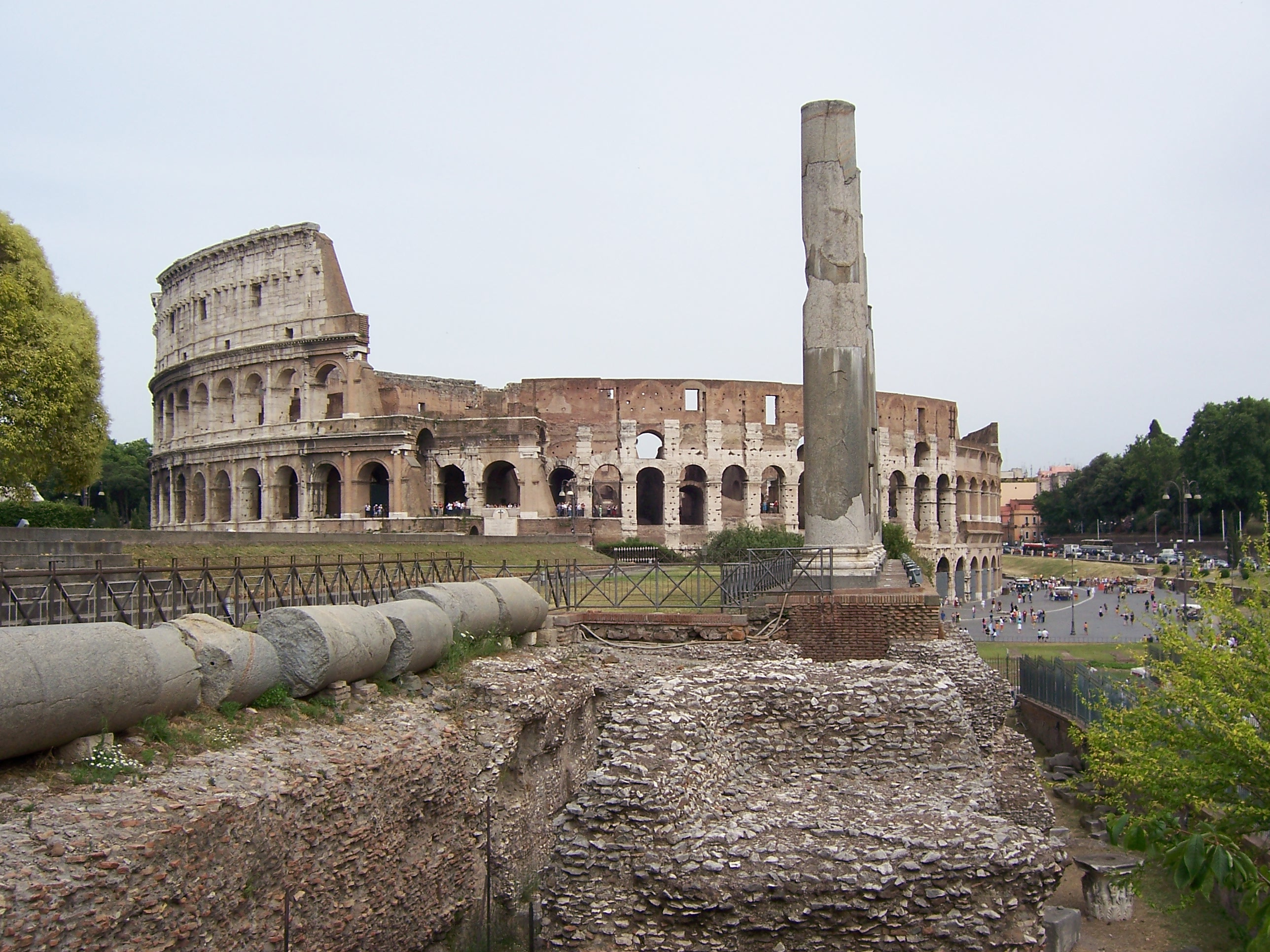
Pohled od chrámu Venuše a Romy

Kolos nakonec padl, pravděpodobně byl stržen, aby mohl být druhotně využit jeho bronz. Okolo roku 1000 začalo být používáno slovo „Koloseum“ v souvislosti s amfiteátrem. Socha samotná byla již dávno zapomenuta a zůstal jenom její podstavec, který lze vidět mezi Koloseem a vedle stojícím Chrámem Venuše a Říma.
V průběhu středověku bylo jméno zkomoleno na Koliseum. V Itálii je amfiteátr stále znám jako il Colosseo, ostatní románské jazyky však užívají tvary le Colisée (francouzština), el Coliseo (španělština) a o Coliseu (portugalština).

## Historie

### Starověk

Interiér Kolosea (2022)

Jeho výstavba začala za vlády císaře Vespasiana v letech 70–72 n. l. Vybrána byla rovinatá plocha na dně nízkého údolí mezi pahorky Caelius, Esquilinus a Palatinus, kterým vedl kanál. Od 2. století př. n. l. bylo toto území hustě obydleno. Bylo poškozeno velkým požárem Říma v roce 64 n. l., následkem čehož Nero zabral většinu území a zařadil ho do svého osobního majetku. Po straně Kolosea postavil grandiózní Domus Aurea, před kterým vytvořil umělé jezero obklopené pavilony a zahradami. Aréna měla podzemní podlaží s 25 výtahy, jimiž osm mužů dopravovalo z podzemí zvířata nebo osoby. Nosnost každého výtahu byla 270 kg, tj. dva lvi. 
Stávající akvadukt Aqua Claudia byl rozšířen, aby mohl zásobovat prostor vodou a vedle vchodu do Domu Aurea byla zasazena gigantická bronzová socha císaře Nerona. 
Velká část Domu Aurea zanikla, socha však zůstala zachována. Jezero bylo vypuštěno a plocha použita jako místo pro nový Flaviovský amfiteátr. Uvnitř bývalých základů Domu Aurea vyrostly gladiátorské školy a ostatní podpůrné budovy. Podle rekonstruovaného nápisu nalezeného na tomto místě „nařídil císař Vespasianus, aby byl nový amfiteátr vztyčen z jeho podílu na válečné kořisti“. Tím se myslí velká část pokladu získaného roku 70 Římany díky vítězství v židovské válce. Proto může být Koloseum považováno za velký triumfální památník, odrážející římskou tradici oslav velkých vítězství. Vespasianovo rozhodnutí postavit Koloseum na břehu Neronova jezera lze také chápat jako populistické gesto navrátit lidem místo, které Nero využíval pro své vlastní účely. Na rozdíl od mnoha jiných amfiteátrů, které se nacházely na kraji města, bylo Koloseum postaveno v centru – doslova i symbolicky v srdci Říma. V aréně bojovali gladiátoři, konaly se zde popravy (často spektakulární - například ušlapání slony) a zápasy se zvířaty, a byla proto též nazývána „římskou arénou smrti“. Někteří historici se domnívají, že zde zahynulo na 700 tisíc lidí, existují ale i odhady 1,4 milionu mrtvých. K tomu zhruba milion zabitých zvířat, což vedlo k vyhubení některých živočisšných druhů v oblastech pod římskou nadvládou. Počet mrtvých gladiátorů se odhaduje na pěti tisíc ročně.
V době Vespasianovy smrti v roce 79 bylo Koloseum dokončeno až po třetí patro. Poslední úroveň byla dokončena a budova inaugurována jeho synem Titem v roce 80. Cassius Dio počítal, že během inauguračních her amfiteátru bylo zabito více než 9 000 divokých zvířat. Za Vespasiánova mladšího syna, nově dosazeného císaře Domitiana, byla budova dále přestavěna. Domitianus postavil hypogeum, sérii podzemních tunelů užívaných k ubytování zvířat a otroků. Také nechal na vrchol Kolosea umístit galerii, aby zvýšil kapacitu míst k sezení.
V roce 217 bylo Koloseum zle poškozeno velkým požárem (podle Dio Cassia způsobeného osvětlením), který zničil dřevěná horní patra vnitřku amfiteátru. Až do roku 240 nebylo Koloseum opraveno úplně a prošlo dalšími úpravami v roce 250 nebo 252 a opět v roce 320. Zápisy popisují restaurace různých částí Kolosea za Theodosia II. a Valentiniana III. (vládl 425–450), pravděpodobně aby se opravilo poškození způsobené zemětřesením z roku 443; více prací následovalo v letech 484 a 508. Až do 6. století byla aréna dále užívána pro podívané, poslední gladiátorské boje jsou zmiňovány kolem roku 435. Lov zvířat pokračoval nejméně do roku 523.

### Středověk

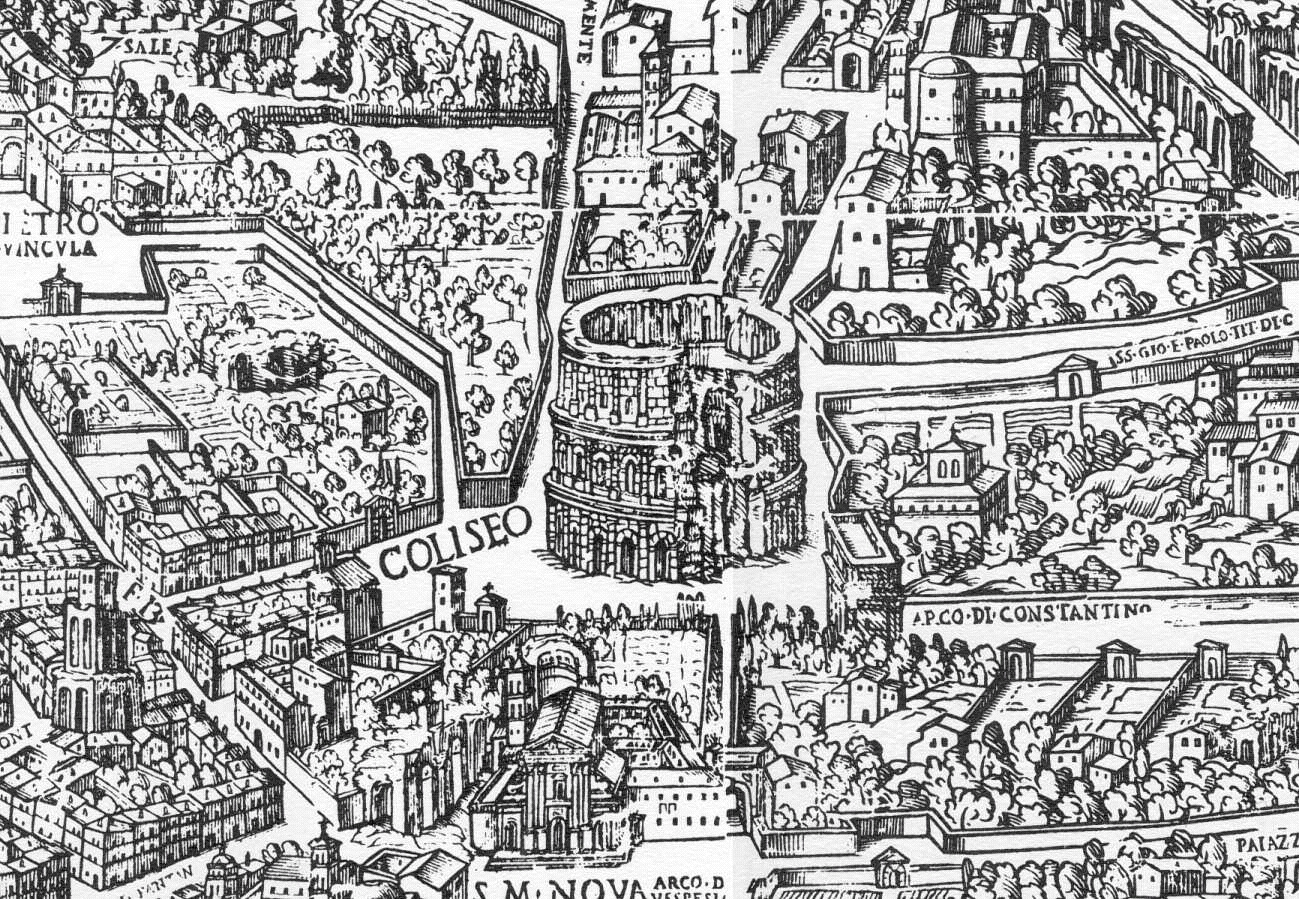
Mapa středověkého Říma označující Koloseum

Během středověku prošlo Koloseum několika radikálními změnami týkajícími se jeho používání. Koncem 6. století byl do stavby amfiteátru postaven malý kostel, ačkoliv to nedávalo budově jako celku žádný zvláštní náboženský význam. Aréna byla přeměněna na hřbitov. Četné klenbové prostory v arkádách pod sedadly byly přeměněny v ubytovny a dílny a ještě ze 12. století jsou o nich dochovány záznamy o tom, že byly pronajímány. Kolem roku 1200 převzala Koloseum rodina Frangipani a obehnala ho opevněním; očividně ho využívala jako zámek.
Zemětřesení v roce 1349 zde způsobilo jeho vážné poškození a způsobilo, že vnější strana budovy se zhroutila. Většina popadaných kamenů byla použita k stavbě paláců, kostelů, nemocnic a dalších budov po celém Římě. V polovině 14. století se do jeho severní třetiny přestěhoval náboženský řád a obýval ji až do počátku 19. století. Interiér amfiteátru byl v rozsáhlé míře vydlážděn kameny, který byl užit odněkud jinud, nebo (v případě mramorové fasády) byl pálen na nehašené vápno. Bronzové výztuže, které držely kamennou stavbu pohromadě, byly vypáčeny nebo vyháknuty ze stěn a zanechaly četné důlky, které ještě dnes budovu hyzdí.

### Moderní doba

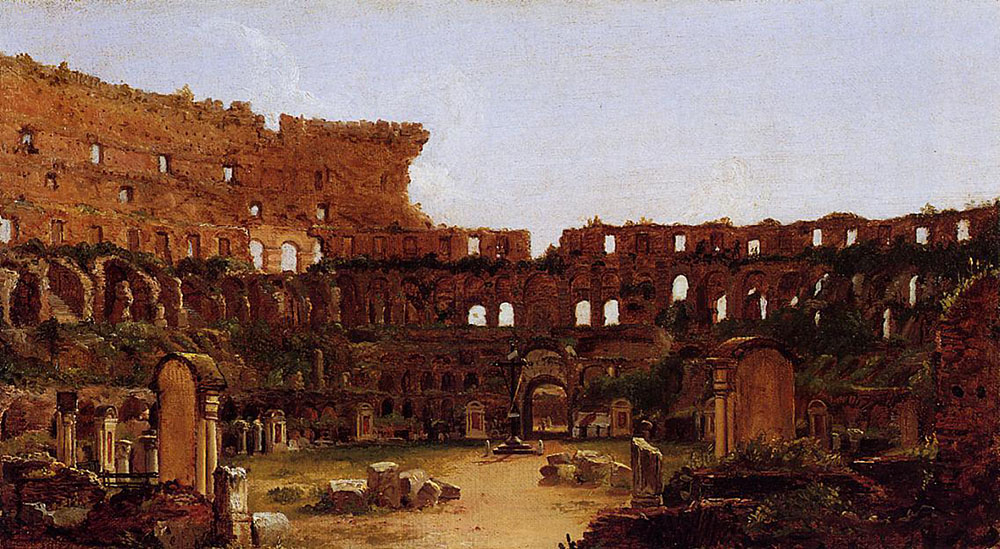
Interiér římského Kolosea. Thomas Cole, 1832. Všimněte si křížů okolo arény a hojné vegetace, obojí bylo odstraněno později v 19. století.

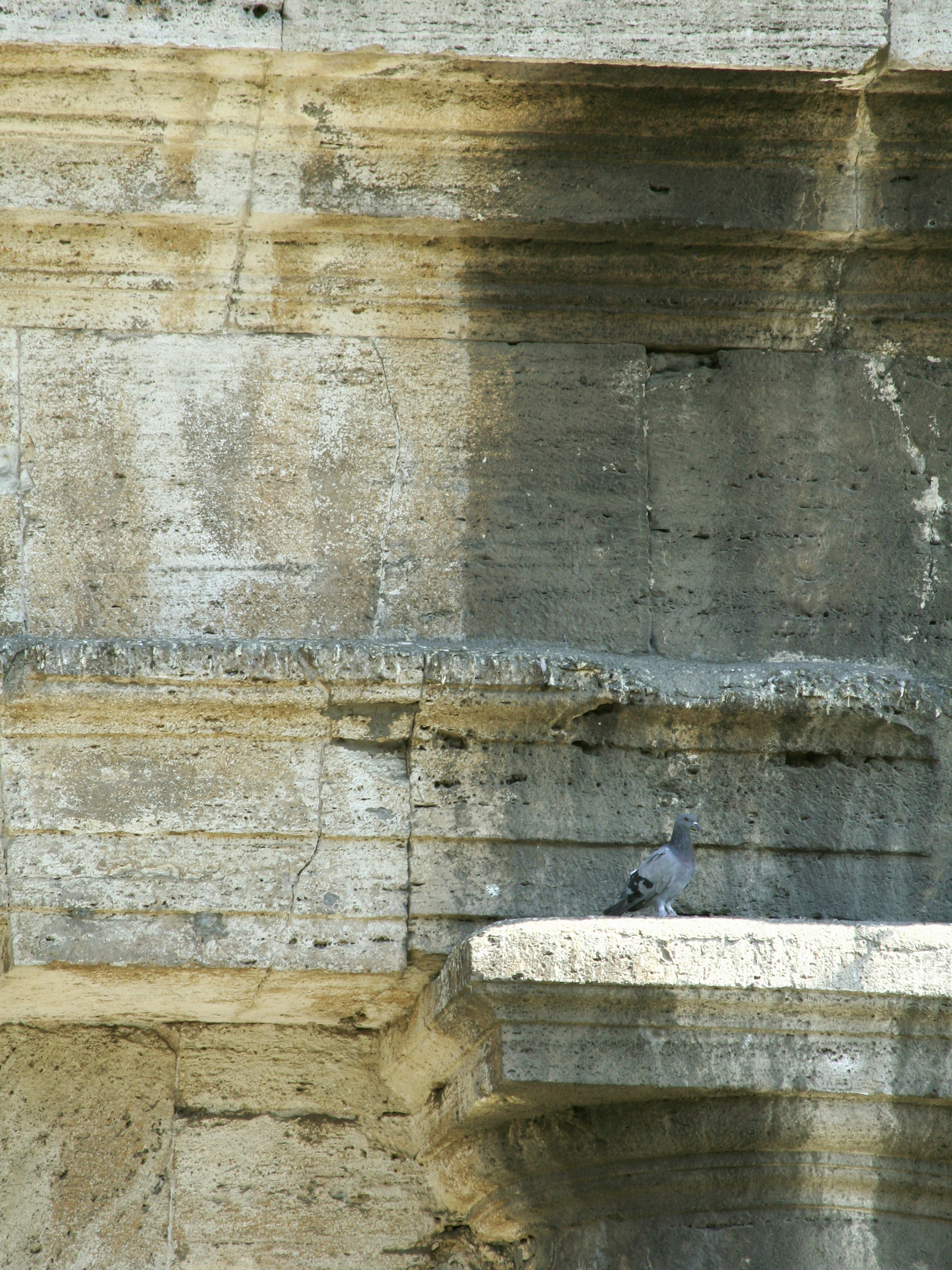
Mezi lety 1993 a 2000 byly očištěny části venkovní zdi (vlevo), aby se Koloseum zbavilo zplodin z automobilů (vpravo)

Během 16. a 17. století shledali představitelé církve užití pro velkou zpustlou masu Kolosea. Papež Sixtus V. (1585–1590) plánoval předělat budovu na továrnu na vlnu, čímž by zajistil zaměstnání římským prostitutkám; tento návrh ale padl díky jeho předčasné smrti. V roce 1671 schválil kardinál Altieri využití Kolosea k býčím zápasům; veřejný poprask ale způsobil, že se této myšlenky rychle vzdal.
V roce 1749 kvitoval papež Benedikt XIV. jako oficiální politiku církve názor, že Koloseum je svaté místo kde byli mučeni raní křesťané. Zakázal užívání Kolosea jako kamenolomu a zasvětil budovu Kristovým pašijím a umístil v ní kříže, které prohlásil za posvěcené krví Kristových mučedníků, již zemřeli v Koloseu. Benedikta k tomuto projektu ponoukl františkán sv. Leonard.
Později iniciovali papežové různé stabilizační a restaurační projekty, byla odstraněna rozsáhlá vegetace přerůstající přes budovu a dále ji ohrožující. Fasáda byla v letech 1821 a 1827 zpevněna trojúhelníkovými cihlovými klíny a interiér byl opraven v letech 1832, 1846 a ve 30. letech 20. století. Vnitřní část arény byla částečně vyhloubena v letech 1810–1814 a v roce 1874 a za Mussoliniho ve 30. letech 20. století byla zcela odkryta.
Dnes se jedná o jednu z nejpopulárnějších turistických atrakcí Říma, každý rok sem zavítají miliony turistů. Následky znečištění ovzduší a celkové zhoršení stavu v průběhu let vyzvaly k velkému restauračnímu programu, který byl spuštěn mezi lety 1993 a 2000. Investice činily 40 miliard italských lir (19,3 milionů dolarů/20,6 milionů dolarů v cenách roku 2000). V nedávné době se stalo Koloseum symbolem mezinárodní kampaně proti trestu smrti, který byl v Itálii zrušen v roce 1948. V roce 2000 se před Koloseem konalo několik demonstrací proti trestu smrti. Od té doby, jako gesto proti trestu smrti, změnili představitelé Říma barvu nočního osvětlení Říma od bílé na zlatou v době, kdy kdekoliv ve světě je osoba odsouzená tomuto trestu osvobozena, propuštěna nebo jí je trest zmírněn. Koloseum bylo například zlatě nasvíceno, když byl zrušen trest smrti v americkém státě New Jersey v prosinci 2007.
Kvůli poškozenému stavu interiéru je nepraktické pořádat v Koloseu velké události; do současného hlediště se vejde pouze několik set diváků. Nicméně mnohem větší koncerty se konaly před Koloseem a Koloseum bylo užíváno jako pozadí. Z umělců, kteří v minulých letech hráli u Kolosea, lze vzpomenout Raye Charlese (květen 2002), Paula McCartneyho (květen 2003) nebo Eltona Johna (září 2005).
Dne 7. července 2007 bylo Koloseum zvoleno jako jeden z Nových sedmi divů světa.

## Fyzický popis

### Vnitřní sedadla

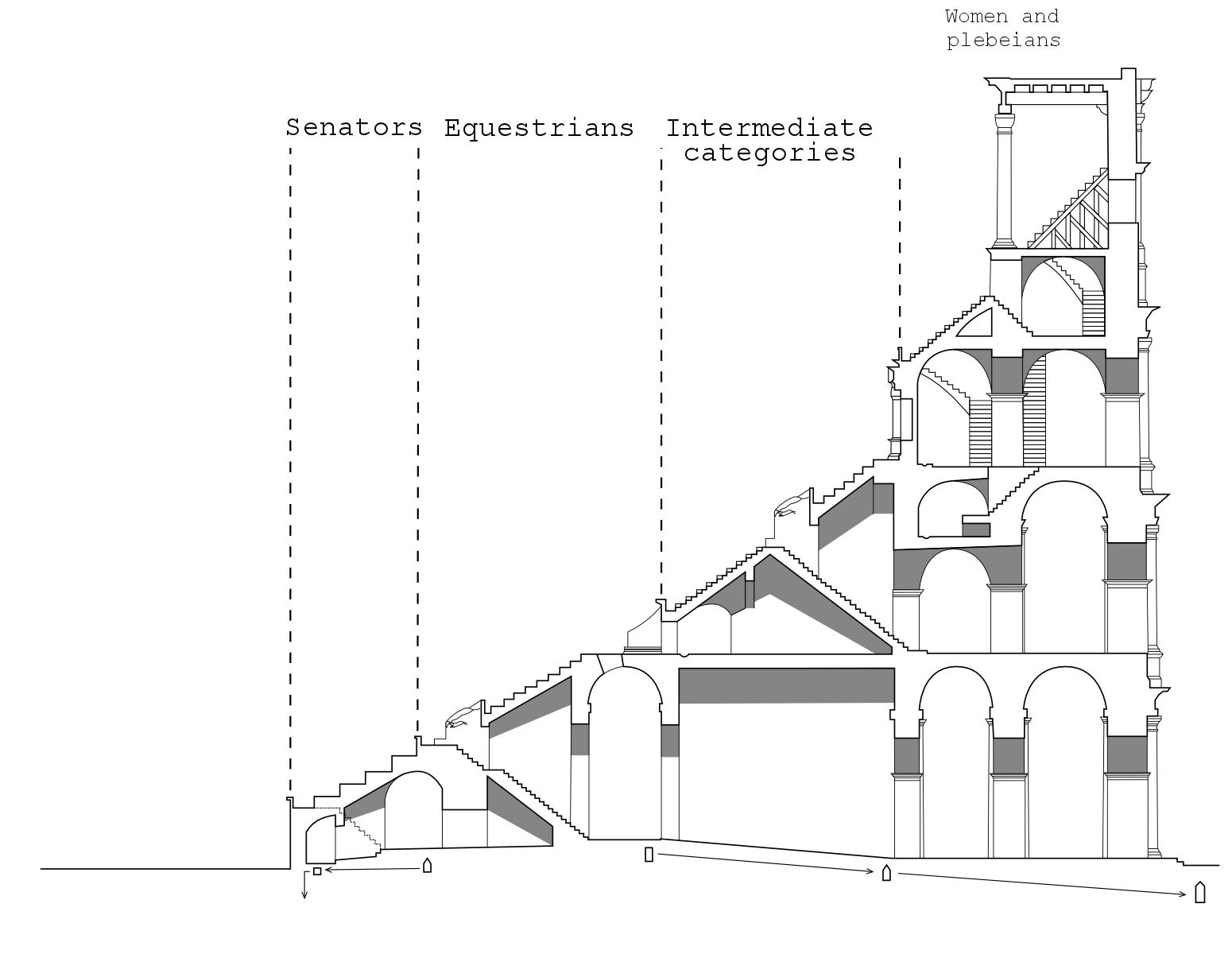
Boční pohled na sedadla v Koloseu

Podle kalendáře z roku 354 mohlo Koloseum pojmout 87 000 lidí, ačkoliv moderní odhady počítají s číslem kolem 50 000. Posazeni byli v řadovém uspořádání, které odráželo přísnou rozvrstvenost římské společnosti. Na severním a jižním konci byly vyhrazeny speciální boxy pro římského císaře a vestálky a poskytovaly nejlepší výhled do arény. Na stejné úrovni na křídlech byla široká platforma nebo podium pro třídu senátorů, kteří si směli přinést vlastní židle. V kamenech mohou být stále viděna vyrytá jména některých senátorů z 5. století, předpokládá se, že si tím zajišťovali prostor pro vlastní užití.
Řada nad senátory, známá jako maenianum primum, byla vyhrazena pro druhý aristokratický stav, jezdce (equites). O další řadu výše bylo maenianum secundum, které bylo původně určeno řádným římským občanům (patricijům) a bylo rozděleno do dvou sektorů. Část níže (immum) byla pro bohaté občany, zatímco výše položená část (summum) byla pro chudé občany. Pro další sociální skupiny byly vyhrazeny speciální sektory: například chlapce se svými učiteli, vojáky na dovolené, zahraniční hodnostáře, písaře, hlasatele, kněze a tak dále. Kamenná (a později mramorová) sedadla byla vyhrazena pro občany a šlechtu, kteří si pravděpodobně nosili své vlastní polštáře. Prostory pro zvláštní skupiny byly rozeznány popisky.
Další úroveň, maenianum secundum in legneis, byla přidána na úplný vrchol budovy v době vlády Domitiana. Skládala se z galerie pro chudé, otroky a ženy. Buď to byla pouze místnost pro stání nebo zde byly velmi příkré dřevěné lavičky. Některým skupinám byl zakázán všeobecný vstup do Kolosea, jmenovitě hrobníkům, hercům a bývalým gladiátorům.
Každá řada byla rozdělena do sekcí (meaniana) pomocí zahnutých chodeb a nízkých zdí (praecinctiones nebo baltei) a dále byla rozdělena do cunei nebo výklenků pomocí schodů a uliček mezi sedadly z vomitoria. Každá řada sedadel (gradus) byla očíslována a umožňovala, aby každé jednotlivé sedadlo přesně rozpoznáno podle řady, sektoru a čísla.

### Aréna a hypogeum
Aréna samotná měla rozměry 83 × 48 metrů. Zahrnovala dřevěnou podlahu pokrytou pískem (latinské slovo pro písek je harena nebo arena) a podlaha pokrývala spletitou podzemní strukturu nazývanou hypogeum (doslova to znamená „podzemí“). Nyní se dochovaly pouze malé části původní podlahy arény, ale hypogeum je stále jasně viditelné. Skládalo se z dvojstupňové sítě podzemních tunelů a jeskyň pod arénou, ve kterých byly drženi gladiátoři a zvířata před tím, než začaly zápasy. Osmdesát vertikálních šachet poskytovalo stálý přístup pro vězněná zvířata a kusy scén ukrytých v podzemí; větší zavěšené platformy, nazývané hegmata, poskytovaly přístup pro slony a podobné druhy. Byly přebudovány při četných příležitostech; vidět můžeme nejméně dvanáct různých fází konstrukce.
Hypogeum bylo spojeno s mnoha místy mimo Koloseum pomocí podzemních tunelů. Z blízkých stájí byli tunelem přiváděni účinkující a zvířata. Také kasárny gladiátorů na východ od Kolosea u Luda Magna byly spojeny tunely. Oddělené tunely sloužily císaři a Vestálkám a dovolovaly jim vstoupit do a opustit Koloseum, aniž by museli projít davem.
V hypogeu existovalo také velké množství strojů. Výtahy a kladky zvyšovaly a snižovaly scénu a kulisy a také vyvážely na scénu uvězněná zvířata. V Koloseu jsou záznamy o existenci hlavních hydraulických mechanismů a podle starověkých záznamů bylo možné zatopit arénu, pravděpodobně díky spojení k blízkému akvaduktu.

### Podpůrné budovy
Koloseum a jeho aktivity podporovaly pomáhaly podstatnému průmyslu v oblasti. Vedle samotného amfiteátru bylo s hrami spojeno mnoho budov v okolí. Bezprostředně na východ stojí zbytky Luda Magna, tréninkové školy pro gladiátory. Ta byla s Koloseem propojena podzemní chodbou a tím gladiátorům umožňovala snadný přístup. Ludus Magnus měla svoji vlastní miniaturní arénu, která sama o sobě byla populární atraktivitou pro římské diváky. V té samé oblasti se nacházely i jiné gladiátorské školy, včetně Luda Matutina (Ranní škola), kde byli trénováni bojovníci se zvířaty, plus Daciánova a Galská škola.
Také vedle Kolosea bylo Armamentarium, zahrnující luky, šípy a uchovavající zbraně; Summum Choragium, kde byly skladovány stroje; Sanitarium, které vlastnilo zařízení umožňující ošetření zraněných gladiátorů; a Spoliarium, kde byla těla mrtvých gladiátorů zbavena šípů a rovnána.
Kolem obvodu Kolosea, ve vzdálenosti 18 m od obvodu, stála řada vysokých kamenných míst, z nichž se dochovalo pět na východní straně. Jejich přítomnost je vysvětlována různými způsoby; mohly to být náboženské hranice nebo vnější hranice pro kontrolovače lístků, anebo kotva pro velarium nebo střechu.
Hned vedle Kolosea stojí rovněž Konstantinův oblouk.

### Využití

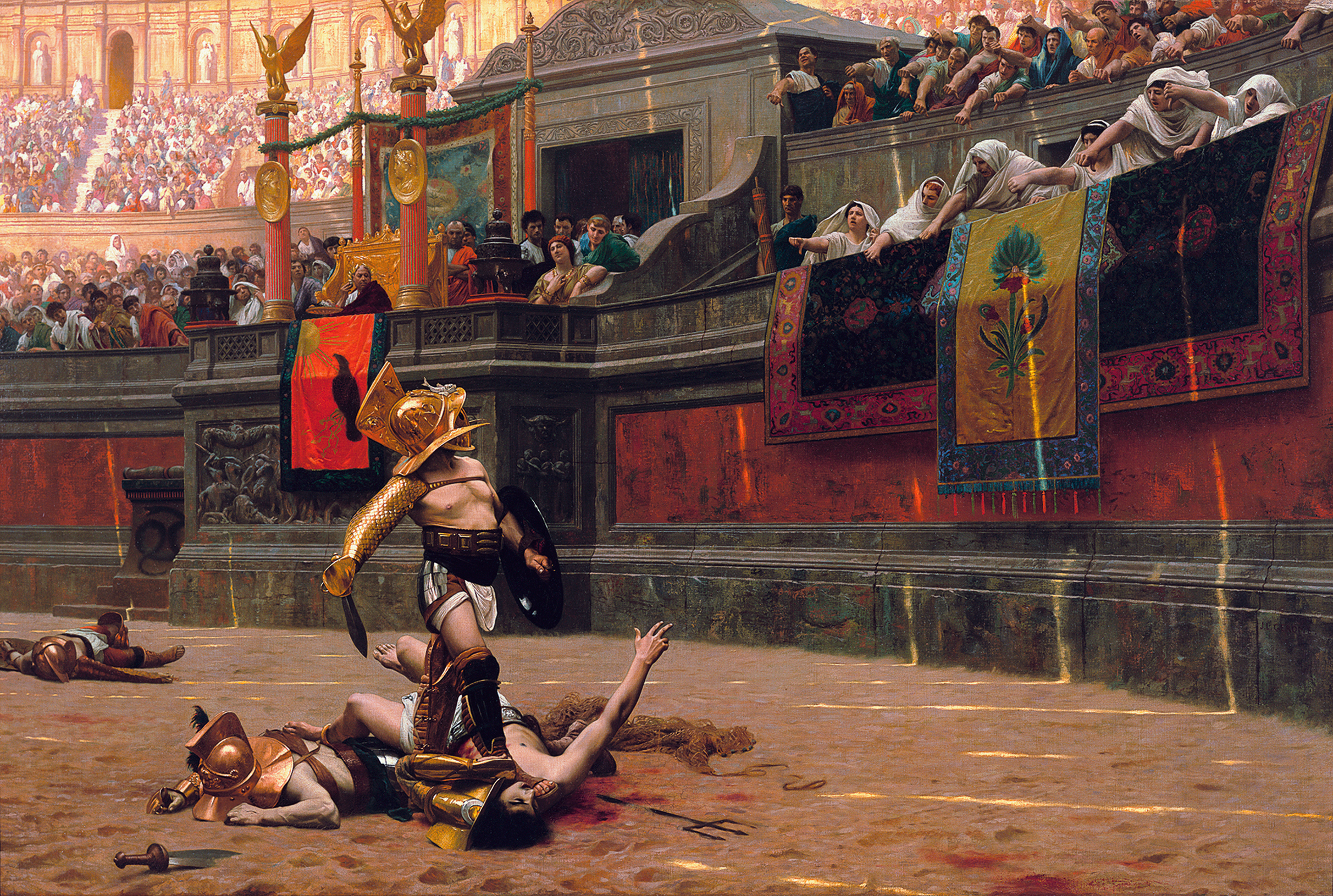
Pollice Verso (Palec dolů) od Jeana-Léona Géromeho, 1872

Koloseum bylo užíváno k pořádání gladiátorských zápasů a celé řady dalších událostí, nazývaných munera, byly vždy pořádány spíše jednotlivci než státem. Měly silný náboženský prvek, ale byly rovněž demonstrací moci a rodinné prestiže a byly velmi populární mezi lidem. Dalším populárním druhem show byl lov zvířat, nebo venatio. Tato show využívala velké množství divokých šelem, většinou dovážených z Afriky a Středního Východu a zahrnovala tvory jakými byli nosorožci, hroši, sloni, žirafy, zubři, lvi, levharti, medvědi, kaspičtí tygři, krokodýli a pštrosi. Bitvy a lovy se často odehrávaly uprostřed spletitých sad pohyblivých stromů a budov. Takové události se příležitostně odehrávaly ve velkém měřítku; Traianus prý oslavoval jeho vítězství v Dácii v roce 107 podívanou čítající 11 000 zvířat a 10 000 gladiátorů během 123 dnů.
Starověcí písaři zaznamenali, že během raných dní Kolosea byla budova využívána pro naumachiae (běžněji známé jako navalia proelia) čili simulované námořní bitvy. Při inauguračních hrách pořádaných Titem v roce 80 bylo Koloseum napuštěno vodou, aby mohly být ukázáni speciálně trénovaní plavající koně a býci. Existuje také záznam o rekonstrukci slavné námořní bitvy mezi Korkyreánskými (Corfiot) Řeky a Korinťany. To bylo předmětem diskuse mezi historiky; ačkoliv zásobení vodou by nebyl problém, je nejasné, jak mohla být aréna vodětěsná ani jak mohlo být v aréně dostatek místa pro pohyb válečných lodí. Předpokládalo se, že záznamy udávají špatnou lokalitu, nebo že Koloseum původně mělo široký plavební kanál pod svoji centrální osou (který byl později nahrazen hypogeem).
Sylvae neboli osvěžení přírodních scén se také konalo v aréně. Malíři, technici a architekti postavili podobiznu lesa s pravými stromy a keři pěstovanými na ploše arény. Zvířata byla představena, aby oživila scénu pro potěšení publika. Takových scén se mohlo užívat jednoduše k ukázalo přirozené prostředí pro lidskou populaci nebo se na druhou stranu užívalo jako pozadí lovům a dramatům popisujícím epizody z mytologie. Příležitostně byly rovněž využívány pro popravy, v kterých hrdina příběhu – představován odsouzenou osobou – byl zabit různými hroznými, ale mytologicky autentickými způsoby, například byl sežrán šelmami nebo upálen k smrti.

### Dnes
Koloseum je dnes hlavní turistickou atrakcí v Římě s tisícovkami turistů, kteří každý rok platí, aby mohli vidět vnitřní arénu, ačkoliv vstup pro občany EU je částečně dotován, a vstupy pro osoby mladší 18 a starší 65 let z EU jsou zdarma. V horním patře vnější zdi budovy je dnes muzeum věnované Erotovi. Část podlahy arény byla předělána.
Koloseum bylo rovněž místem římskokatolických ceremonií 20. a 21. století. Například papež Benedikt XVI. předváděl v Koloseu zastavení křížů nazývané Biblická cesta kříže (které vyzývá k větší meditaci) na Velké pátky.

## Flora
Koloseum má bohatou a dobře dokumentovanou historii flory od té doby, co Domenico Panaroli v roce 1643 vytvořil první katalog zdejších rostlin. Od té doby zde bylo rozpoznáno 684 druhů. Vrchol nastal v roce 1855 (420 druhů). V roce 1871 došlo k pokusům vymýtit vegetaci kvůli obavám z poničení zdiva, ale většina z těchto pokusů neuspěla. Dnes je napočítáno 242 druhů a z druhů, které poprvé popsal Panaroli, jich zbylo 200.
Různorodost druhů může být vysvětlována změnou klimatu v Římě během staletí. Migrace ptáků, kvetení rostlin a růst Říma, který způsobil, že je Koloseum vsazeno uprostřed moderního městského centra spíše než na okraji starověkého města, stejně jako doprava, jsou navíc také příčinami. Další, spíše romantický, často uváděný důvod je ten, že semena rostlin jsou bezděčně přenášena zvířaty do všech koutů říše.

## Populární kultura
Ikonický status Kolosea vedl k tomu, že se objevilo v mnoha filmech a dalších odvětvích populární kultury:
- Píseň Cola Portera „You´re the Top“ z muzikálu Všechno pomíjí (1934) představuje řádku „You´re the Top, You´re the Colosseum“
- Ve filmu z roku 1953 Prázdniny v Římě sloužilo Koloseum slavně jako pozadí několika scénám
- Ve filmu z roku 1954 Demetrius a gladiátoři odsoudil císař Caligula křesťana Demetria k boji v Koloseu
- Závěr filmu z roku 1957 20 milionů mil od Země (20 Million Miles to Earth) se odehrává v Koloseu
- Ve filmu z roku 1972 Cesta draka bojoval v Koloseu Bruce Lee s Chuckem Norrisem
- Ve filmu Ridleyho Scotta z roku 2000 Gladiátor bylo Koloseum předěláno pomocí počítačově upravené fantazie (CGI), aby „obnovilo“ jeho slávu ze 2. století. Popis budovy samotné je všeobecně přesný a podává dobrý obrázek o tom, co bylo podzemní hypogeum
- Ve filmu z roku 2008 Jumper bylo Koloseum použito jako místo pro jednu bitvu mezi jumpery a paladiny
- Ve science fiction z roku 2003 Jádro je Koloseum spolu se zbytkem Říma zničeno obrovskou superbouří
- V počítačové hře Assassin's Creed: Brotherhood se pod koloseem nachází ukryté místo s technologií prastaré civilizace. Ve hře samotné je pak do prostor rozbořeného Kolosea umístěna pašiová hra

Sláva Kolosea jako místa pro zábavu vedla také k tomu, že toto jméno bylo použito pro moderní zábavní podniky, především ve Spojených státech, kde jsou divadla, hudební haly a budovy užívané pro sport či představení nazývaný Koloseum nebo Koliseum.
Program pro autorizaci optických disků Nero Burning ROM užívá obrázek Kolosea v ohni jako jednu ze svých hlavních ikon, dokonce i přesto, že velký požár Říma císaře Nerona (na který jméno programu a ikona poukazují) se stal v roce 64, předtím než bylo Koloseum postaveno.